# Taber (Alberta)
Taber (offiziell Town of Taber) ist eine Gemeinde im Süden von Alberta, Kanada, die seit 1907 den Status einer Kleinstadt (englisch Town) hat. Die Gemeinde liegt in der Region Süd-Alberta, im weitgehend landwirtschaftlich geprägten Palliser-Dreieck, etwa 255 Kilometer südsüdöstlich von Calgary bzw. 50 Kilometer östlich von Lethbridge. Am nordwestlichen Stadtrand fließt der Oldman River und östlich der Gemeinde liegt der Taber Lake.
In Taber hat der Verwaltungsbezirk („Municipal District“) Municipal District of Taber seinen Verwaltungssitz.
Wirtschaftlich war die Gegend in ihrer Anfangszeit geprägt durch den Kohleabbau und die Landwirtschaft. Im Laufe der Zeit wurde der Kohleabbau durch die Zuckerindustrie ersetzt. Am Ostrand der Gemeinde wird heute Zucker industriell hergestellt und verarbeitet.
Bei Taber wurden am Ufer des Oldman River verschiedene archäologische Entdeckungen gemacht, wie das etwa 12.000 Jahre alte und unvollständige Skelett eines männlichen „Bison occidentalis“ oder das „Taber Child“, ein fragmentarisches etwa 6000 Jahre altes menschliches Säuglingsskelett.

## Geschichte
Im späten 19. Jahrhundert erreichte die transkontinentale Eisenbahnstrecke der Canadian Pacific Railway die Gegend und die Eisenbahngesellschaft ließ hier einen Wassertank, den „Tank #77“, errichten. Bald wurde die in der Gegend abgebaute Kohle nicht mehr auf dem Oldman River verschifft, sondern ab hier mit der Bahn transportiert. 1904 eröffnete in der Siedlung, unter dem Namen Tabor (nach dem Berg Tabor im heutigen Israel) ein Postamt und im März 1905 erhielt die Ansiedlung den offiziellen Status eines Dorfes („Village of Tabor“). Im März 1907 das Dorf dann den Status einer Kleinstadt, nun unter dem Namen „Town of Taber“. Ein in dieser Gründungszeit errichtetes Bankgebäude, die „Canadian Imperial Bank of Commerce“, gilt heute als von historischem Wert.
Laut einer örtlichen Legende zum Ortsnamen wurde die Gemeinde von den sich hier niederlassenden Mormonen nach dem Tabernakel (englisch Tabernacle) „Taber“ benannt. Als Ergänzung dazu soll dann die nächste, inzwischen nicht mehr vorhandene, Bahnstation mit dem rückwärts buchstabierten zweiten Worthälfte „Elcan“ benannt worden sein.

## Demographie
Der Zensus im Jahr 2016 ergab für die Gemeinde eine Bevölkerungszahl von 8428 Einwohnern, nachdem der Zensus im Jahr 2011 für die Gemeinde eine Bevölkerungszahl von nur 8104 Einwohnern ergeben hatte. Die Bevölkerung hat damit im Vergleich zum letzten Zensus im Jahr 2011 unterdurchschnittlich um 4,0 % zugenommen, während der Provinzdurchschnitt bei einer Bevölkerungszunahme von 11,6 % lag. Bereits im Zensuszeitraum 2006 bis 2011 hatte die Einwohnerzahl in der Gemeinde unterdurchschnittlich um 6,8 % zugenommen, während sie im Provinzdurchschnitt um 10,8 % zunahm.

## Verkehr
Taber ist an das Fernstraßennetz durch den Alberta Highway 3, welcher die Gemeinde als südliche Route des Trans-Canada Highway in Ost-West-Richtung passiert, sowie den in Nord-Süd-Richtung verlaufenden Alberta Highway 36 angeschlossen. Taber ist weiterhin an eine Eisenbahnstrecke der Canadian National Railway angeschlossen. Nordwestlich der Stadtgrenze liegt der örtliche Flughafen (IATA-Code: -, ICAO-Code: -, Transport Canada Identifier: CED5), mit zwei asphaltierten Start- und Landebahnen, von denen die längere eine Länge von 914 Metern hat.